# 忍者ブログ
忍者ブログ（にんじゃブログ）は、株式会社サムライファクトリーが運営・提供するブログサービス。

## 歴史
- 2006年1月23日、ベータ版サービスが開始される[1]。
- 2006年6月2日、正式サービスが開始される[2]。
- 2012年7月12日、忍者ツールズの全てのサービスでドメイン障害が起こり、忍者ブログも影響を受けた[3]。同社は障害の原因がレジストラによるドメイン情報のリセットにあるとし、再発を防ぐための協議を行うとした[3]。
- 2020年2月27日、忍者ツールズの8つのサービスの終了が告知された[4]もののの、忍者ブログは運営を継続し今以上に改善するとされた[5]。

## 主な仕様
- 広告有りの基本無料。（有料プラン加入で非表示にできる）
- 容量は無料プランで500MB、有料プランで3GB。（以前は申請により増量可能だった[6]）
- 一度にアップロードできるファイルサイズは無料プランで2MB、有料プランで5MB。
- ブログのURLは100種類のドメインから選択できる。
- 独自ドメインも設定可能。
- 商用利用可能。
- アダルトサイト作成は不可。
- 700種類以上のテンプレートから、好きなデザインを選択できる。（CSSのカスタマイズも可能）
- 多彩なファイル形式のアップロードに対応。
- TwitterやFacebookとの連携が可能。

など